# Peter Chifukwa
Peter Adrian Chifukwa (ur. 27 sierpnia 1974 w Salima) – malawijski duchowny katolicki, biskup Dedza od 2021.

## Życiorys

### Prezbiterat
Święcenia kapłańskie przyjął 12 czerwca 2004 i został inkardynowany do diecezji Dedza. Był m.in. diecezjalnym duszpasterzem powołań (2004–2007), sekretarzem biskupim (2010–2011) oraz rektorem niższego seminarium (2011–2021).

### Episkopat
8 maja 2021 papież Franciszek mianował go biskupem diecezji Dedza. Sakry udzielił mu 28 sierpnia 2021 metropolita Blantyre – arcybiskup Thomas Msusa.